# Turbinoplastia
La turbinoplastia es una cirugía que tienen como objetivo remodelar los cornetes (generalmente inferiores) para dar como resultado un cambio funcional en la respiración del paciente. El cambio más notorio es la mejoría en la respiración a través de la nariz. Este tipo de técnica quirúrgica se utiliza generalmente en la hipertrofia de cornetes. En la mayoría de los casos, la hipertrofia de estos cornetes es concurrente a alguna desviación del tabique nasal. En consecuencia, la cirugía es simultánea a una septoplastia.
Los procedimientos quirúrgicos sobre los cornetes se realizan bajo anestesia local, acompañada de sedación. Muchas veces se asocian otros procedimientos en la misma intervención como septoplastia, rinoplastia estética o funcional, etc.
La tecnología que se puede utilizar para tratar los cornetes inferiores puede ser:
- Láser
- Radiofrecuencia
- Electrocauterio

Las técnicas quirúrgicas que se realizan para disminuir el tamaño de los cornetes son:
- Resección ósea
- Resección mucosa
- Resección turbinal completa (no se recomienda)
- Cauterización con láser, radiofrecuencia o electrocauterio
- Criocirugía

Se ha demostrado que el uso de radiofrecuencia es un procedimiento alterno más seguro, realizada en la modalidad de cirugía ambulatoria, durante la cual, para anestesia local, se usa lidocaína. No altera la estructura ni la función epiteliales. Tampoco causa molestias postoperacionales, sangrado, ni costras. Puede provocar algún bloqueo nasal temporal o rinorrea debido a una inflamación posterior.

## Posibles efectos secundarios
- Sequedad nasal.
- Hiposmia.
- Rinitis atrófica.
- Ocena [cita requerida]
- Síndrome de la nariz vacía (SNV), conocido en inglés como “Empty nose syndrome (ENS)”